# Tatínku, ta se ti povedla
Tatínku, ta se ti povedla je česká kniha pro děti a mládež z roku 1991, jejím autorem je Zdeněk Svěrák. Příběh vypráví o čtyřčlenné rodině, kde je maminka velmi zaneprázdněná, a tak jednu ze svých povinností přenechá tatínkovi. Ten nemá lehký úkol. Musí se naučit vymýšlet a vyprávět pohádky svým dětem. Kniha byla vydána poprvé roku 1991 nakladatelstvím Albatros.

## Obsah
Dílo popisuje příhodu čtyřčlenné Šímovy rodiny, do níž patří maminka, tatínek a jejich dvě děti, Petřík a Petruška. Maminka má v rodině řadu povinností od praní, žehlení až po čištění bot. Jednoho dne už má všeho dost a řekne tatínkovi, že nic nedělá, a tak by mohl alespoň převzít její roli vypravěče pohádek. Pan Šíma souhlasil a pustil se hned první večer do svého nového úkolu. To však netušil, že děti už znají všechny klasické pohádky nazpaměť a že si celou dobu jejich maminka pohádky vymýšlela sama.
Tatínek byl z toho velice smutný a každou noc kvůli tomu nemohl spát. Neustále se mu hlavou honily myšlenky, jak že to jeho manželka dělá, že si umí pohádky vymýšlet. Zeptal se jí proto o radu. Paní Šímová mu řekla, že se musí koukat kolem sebe a hned ho něco určitě napadne. Jenže pan Šíma i přesto ne a ne na něco přijít. Nakonec došel k závěru, že maminka je z Českého ráje, tedy z pohádkového ráje, a proto ji to tak jde.
Rozhodl se proto uspořádat tam výlet. Na cestě potkal pána a svěřil se mu se svým problémem. Dostal od něj radu, ať si na Kozákově vezme polodrahokam a bude mít tak kousek Českého ráje pořád u sebe. Ještě ten večer se pan Šíma odhodlal, že dnes už vyprávět pohádku dokáže. Nechal Petříka, ať si vybere její téma. Následně pan Šíma začal s vyprávěním. Obě děti pozorně poslouchaly pohádku o hasicím přístroji a nemohly se dočkat, jak celá skončí. Maminka navíc celé vyprávění poslouchala za dveřmi, a když manžel s příběhem skončila, nemohla uvěřit, že jej celý vymyslel sám. 

## Přijetí díla
Podle Jaroslava Šimůnka je v knize evidentním znakem střízlivost a věcnost. Hra se slovy je tu citlivě měřená a autor ji nezneužívá. Svěrák zde používá kumulaci nesourodých, ale přesných reálných faktů, které utvrzují věrohodnost situace či naléhavost řečeného. Zároveň v tomto příběhu pro malé čtenáře, v němž jde o pohádku, jako by se šetřilo fantazií. Je sice v díle obsažena, nicméně upřednostňována. Autor se jí snaží vykřesat z vnitřku, ze samé povahy věcí. Všední a obyčejné ukazuje jako plné fantazie a tedy jako poetické.
Podle Svatavy Urbanové je vyprávění Svěráka rozvedením myšlenky Karla Čapka, že pohádka je především vypravování. Základem není ani tak spor o pohádku, ale především o hledání cesty ke spontánnímu vypravěčství, k dialogu dospělých s dětmi prostřednictvím příběhu s pohádkovými postupy a prvky.